# تيمو سيلاين
تيمو سيلاين (بالفنلندية: Teemu Selänne)‏ هو لاعب هوكي الجليد محترف. ولد في 3 يوليو 1970 في مدينة هلسنكي، فنلندا. ويلعب في موقع الجناح الأيمن. بدأ حياته المهنية في الدوري الفنلندي لهوكي الجليد في 1989-1990، وفاز ببطولة فنلندا مع الفريق في عام 1992.

## روابط خارجية
- تيمو سيلاين على موقع دوري الهوكي الوطني (الإنجليزية)
- تيمو سيلاين على موقع EliteProspects.com (الإنجليزية)
- تيمو سيلاين على موقع Eurohockey.com (الإنجليزية)
- تيمو سيلاين على موقع HockeyDB.com (الإنجليزية)
- تيمو سيلاين على موقع Hockey-Reference.com (الإنجليزية)
- تيمو سيلاين على موقع اللجنة الأولمبية الدولية (الإنجليزية)
- تيمو سيلاين على موقع أوليمبيديا (الإنجليزية)